# Qâ
Qâ of het land van Qâ is een fictieve locatie uit Thorgal, de stripserie van de Belgische scenarist Jean Van Hamme en de Poolse tekenaar Grzegorz Rosiński. In dit land wonen de precolumbiaanse stammen als de Chaams en de Xinjins stam. Thorgal beleeft in Qâ een reeks avonturen die verhaalt worden in de delen 9 tot en met 13 van de serie. 

## Ligging en geografie
Het Land van Qâ ligt in het oosten van de wereld van Thorgal, aan de andere kant van de Oceaan. Het land doet sterk denken aan Zuid-Amerika en heeft een tropisch klimaat. Het is bedekt met uitgestrekte oerwouden, die doorkruist worden met rivieren. In het westen ligt de oceaan en in het noorden grenst het aan een woestijn. 

## Geschiedenis
Oorspronkelijk werd Qâ bevolkt door verschillende volken, verdeeld in kleine stammen die zich in hun levensonderhoud voorzagen met landbouw, jacht en visserij. Onder leiding van Varth ontwikkelden de Chaams zich tot een oorlogszuchtige stam die alle naburige volken wisten te verslaan en aan hun wil onderworpen. Zij stichtten een groot rijk met als hoofdstad de stad Mayaxatl. 